# Dr. Pantastique
Dr Pantastique (Dr Dimensionpants) est une série télévisée d'animation canadienne composée de 26 épisodes de 22 minutes ainsi que cinq films, créée par Eric Jacobson, produite par DHX Media et diffusée entre le 6 novembre 2014 et le 22 septembre 2015 sur Télétoon.

## Distribution
- Sébastien Reding : Karl / Dr Pantastique
- Adrien Bletton : Philippe
- Denis Roy : Silas & Murray
- Julie Burroughs : Amanda
- Catherine Brunet : Lise
- Nicolas Charbonneaux-Collombet : Dutch / Amphibio-Man
- Paul Sarrasin : Crâne de cristal
- Patrick Chouinard : Dunley
- Julie Beauchemin : Paul / Anne-Marie
- François Caffiaux : Le Cortex
- Elisabeth Forest : Rebecca

 Source et légende : version québécoise (VQ) sur Doublage.qc.ca